# Thomas Thomasberg
Thomas Thomasberg (født 15. oktober 1974 i Haverslev) er en tidligere dansk fodboldspiller og nuværende cheftræner for de danske mestre, FC Midtjylland.

## Spillerkarriere
Som ungdomsspiller spillede han for Haverslev IF og Aars IK, inden han i 1991 kom til AaB. Her spillede han til 1999, hvorefter han skiftede til FC Midtjylland. I 1990 spillede han fire U/16-landskampe.
Thomasberg blev dansk mester som spiller med AaB både i Superligaen 1994/95 og Superligaen 1998/99.

## Trænerkarriere
I 2004 stoppede han karrieren og blev assistenttræner for Erik Rasmussen i FC Midtjylland. Siden blev han Rasmussens efterfølger. Han var cheftræner i FC Midtjylland i et år, inden han på grund af en dårlig sæsonstart blev fyret den 11. august 2009 og erstattet med Allan Kuhn.
Senere på året blev det bekræftet, at Thomasberg skulle være træner for FC Hjørring fra og med 1. januar 2010. Dette job bestred han i et halvt år, hvor det lykkedes at føre klubben op i 1. division. Herefter blev han ny cheftræner for FC Fredericia, der imidlertid afbrød samarbejdet med Thomasberg den 8. april 2013.
Efter at have været assistent i Randers FC i perioden 2013-2016, blev Thomasberg den 5. januar 2017 præsenteret som ny cheftræner for Hobro IK fra 1.division 2016-17 på en kontrakt gældende til sommeren 2018.
Thomas Thomasberg blev træner i Randers FC den 16. juni 2018. Her var han frem til den 23. marts 2023, hvor han blev hentet til FC Midtjylland på en tre-årig kontrakt. Undervejs i sin tid i Randers vandt klubben pokaltuneringen. 
I sin første hele sæson som FC Midtjylland-træner vandt klubben det danske mesterskab, hvorefter Thomasbergs kontrakt blev forlænget.

## Statistik

### FC Midtjylland
Superligaen 2008-09 : 33 kampe med 16 sejre, 7 uafgjorte og 10 nederlag. Superligaen 2009-10 : 4 kampe med 1 sejr, 1 uafgjort og 2 nederlag.

### FC Hjørring
2.division 2009-10 : 15 kampe med 10 sejre, 3 uafgjorte og 2 nederlag. 

### FC Fredericia
1.division 2010-11 : 30 kampe med 13 sejre, 6 uafgjorte og 11 nederlag. 1.division 2011-12 : 26 kampe med 9 sejre, 8 uafgjorte og 9 nederlag. 1.division 2012-13 : 22 kampe med 6 sejre, 8 uafgjorte og 8 nederlag.